# European Journal of Turkish Studies
Das European Journal of Turkish Studies: Social Sciences on Contemporary Turkey (EJTS) ist eine wissenschaftliche Onlinezeitschrift für Türkeistudien. Sie richtet sich an Geistes- und Sozialwissenschaftler; die Redaktionsleitung ist interdisziplinär aufgestellt. Sie erscheint halbjährlich und unterliegt einem Peer-Review. Die theoretischen und empirischen Artikel erscheinen in türkischer, englischer, französischer und deutscher Sprache. Sitz von EJTS ist das Centre d’Études Turques, Ottomanes, Balkaniques et Centrasiatiques der École des Hautes Études en Sciences Sociales in Paris. Als Editor der Zeitschrift fungiert die französische Soziologin Sümbül Kaya. Unterstützt wird die Zeitschrift durch ein mehrköpfiges und international besetztes Scientific Advisory Board.